# Frans Rettich

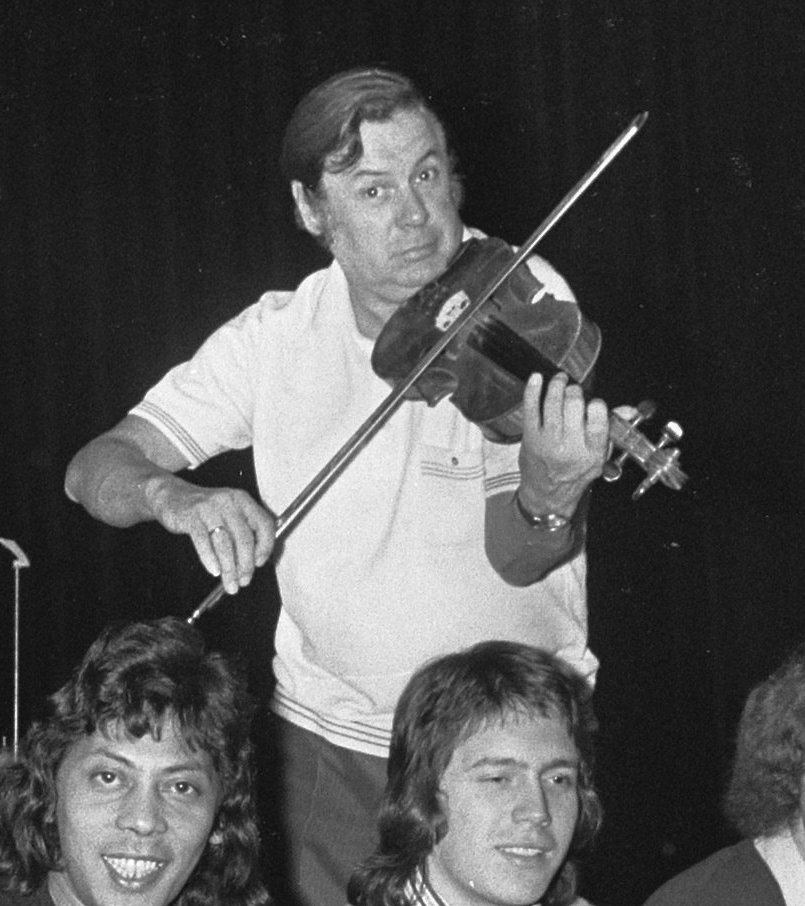
Frans Rettich (1972)

Frans Sales Adolph Rettich (ook Frans Rexis en Francis Rexis) (Amsterdam, 9 december 1920 – Zwanenburg, 14 juni 1984) was een Nederlandse muzikale clown. Zijn artiestennaam was Rexis.
Hij werd geboren als zoon van een Nederlandse vader en een Italiaanse moeder. Louise Rettich is zijn halfzus. Rettichs ouders waren variétéartiesten en zijn vader wilde dat hij danser zou worden. Zelf voelde hij meer voor monteur. Van 1934 tot 1943 vormde hij met zijn vader het duo de Rettichini's. Hij studeerde viool en klarinet aan het Conservatorium van Amsterdam en ontdekte tijdens de oorlog dat hij zijn klarinet kon laten 'praten', waarbij hij de indruk wekte dat hij via zijn instrument sprak. Later paste hij deze techniek ook toe op zijn vioolspel. Na de Tweede Wereldoorlog vertrok Rettich naar Zuid-Amerika. Via Mexico, Cuba en de Verenigde Staten keerde hij in 1953 naar Europa terug.
Rettich trad in West-Duitsland op met de Kilima Hawaiians. In 1973 werkte hij mee aan de show Elf verdwazingen van Seth Gaaikema. In 1978 was hij te zien in Kaviaar en harder bokking, een aflevering van de televisieserie Dubbelleven.
In 1976 kreeg Rettich de Gouden Notekraker uitgereikt.
Rettich was tweemaal gehuwd en had drie kinderen uit zijn tweede huwelijk. Hij overleed op 63-jarige leeftijd in zijn woonplaats  Zwanenburg.